# Roy Acuff
Roy Acuff, celým jménem Roy Claxton Acuff (15. září 1903 – 23. listopadu 1992) byl americký country muzikant a zpěvák, muž, jenž je dodnes považován za jednoho z nejvýraznějších představitelů původní americké country hudby a označován jako "Král Country". Mimoto byl také považován za jeden ze symbolů válečné Ameriky v období 2. světové války.

## Životopis
Narodil se do mnohačetné rodiny. Otec byl právník a později i farář a soudce na venkově v Tennessee. Občas si zahrál na housle, což se zalíbilo i Royovi. Ale ještě víc se mu líbil baseball a začal hrát i profesionálně. Kvůli zdravotním potížím se sportovní kariérou skončil ve svých 27 letech a rozhodl se věnovat hudbě.
Připojil se ke kočovnické skupině, kde působil nejen jako zpěvák, ale muzikant a komediant. Postupně se začal prosazovat v místních rozhlasových stanicích a založil si skupinu. S ní se propracoval do nashvillské Grand Ole Opry.
Proslavil se, mimo jiné také tím, že jeho hudební skupina začala používat zbrusu nový americký lidový nástroj zvaný dobro, který pocházel od amerických přistěhovalců slovenského původu (název tohoto hudebního nástroje pochází od zkratky firmy bratrů Dopěrových Dopiera-Brothers). Jeho skupina se jmenovala Crazy Tennesseans (česky: Cvoci z Tennessee), později byla přejmenována na Smoky Mountains Boys (česky: Chlapci z Mlžných hor).
Roy Acuff byl známý především svým horalským hlasem i horalským country repertoárem. Velmi častým námětem jeho písniček se staly vlaky, železnice, železniční tuláci zvaní hoboes apod. Ve 40. letech 20. století, v období 2. světové války patřil mezi nejpopulárnější zpěváky v rámci celé scény americké populární hudby vůbec, jeho popularita byla tehdy plně srovnatelná s Frankem Sinatrou. Nejvíce ho prý uznávali američtí vojáci na frontách, kde se také stal jedním ze symbolů amerického válečného úsilí. Roy Acuff výraznou měrou přispěl k proměně původní americké venkovské country hudby v současný hudební styl. Zasloužil se spolu s několika dalšími interprety také o to, že se právě z města Nashville v Tennessee stalo historicky nejdůležitější centrum americké country hudby.
Od roku 1943 byl svobodným zednářem a aktivně se angažoval v East Nashville Freemasonic Lodge, hlavní zednářské lóži v Tennessee. Později téhož roku pozvala tato společnost prostřednictvím Acuffa tehdejšího guvernéra Tennessee Prentice Coopera, aby byl čestným hostem jejího galavečera, který se konal u příležitosti celostátní premiéry Opry's Prince Albert Show. Guvernér nabídku odmítl jako nezdvořilou a kritizoval Acuffa a jeho "hanebnou a bezbožnou hudbu" a za to, že udělal z Tennessee "hlavní město hillbilly ve Spojených státech."
V roce 1948 získal Roy Acuff nominaci Republikánské strany na funkci guvernéra Tennessee. Acuffova nominace vyvolala velké znepokojení u kongresmana a šéfa Demokratické strany v Memphisu E. H. Crumpa, která tehdy dominovala už téměř čtvrt století. Crump se ani tolik nebál ztráty guvernérského úřadu – navzdory tomu, že Acuffovo jméno bylo známé po celých USA a Roy byl všeobecně oblíbený i jako člověk  –, ale obával se, že Acuff přetáhne velké množství voličů k republikánům a posílí tak další kandidáty v celostátních volbách, zejména ty do kongresu, čímž by narušil hegemonii demokratů. Rovněž se bál, že byl mohl silně ovlivnit výsledek prezidentských voleb, ačkoli Trumanova pozice byla neotřesitelná a Acuffova kandidatura na ni nemohla mít zásadní vliv. Mohla ale ovlivnit výsledky voleb v Tennessee. Na viceprezidenta totiž za republikány společně s guvernérem státu New York Deweyem kandidoval kalifornský guvernér Earl Warren, budoucí dlouholetý předseda Nejvyššího soudu. Acuff si vedl relativně dobře a pomohl tím oživit republikány v Tennessee, jeho protikandidát Gordon Browning nakonec stejně vyhrál se 66,91 % hlasů a 363 903 hlasů a Acuff se tak guvernérem Tennessee nestal.